# Величкович, Марко
Марко Величкович (серб. Марко Величковић; 12 сентября 2004, Ниш) — сербский футболист, атакующий полузащитник клуба «Воеводина».

## Клубная карьера
Воспитанник клуба «Реал Ниш». Зимой 2021 года перешёл в академию «Младости» из Лучани. Впервые в заявку первой команды попал 18 сентября на матч против «Партизана». Дебютировал 23 сентября в игре с тем же соперником, заменив в перерыве Ненада Перовича. Большую часть сезонов 2021/22 и 2022/23 провёл в составе юношеской команды. Летом 2023 года был полноценно переведён в основной состав. Впервые в старте вышел 11 августа в домашнем матче против «Црвены звезды», забив первый гол за клуб.
3 июня 2024 года за 400 тысяч евро перешёл в «Воеводину», подписав четырёхлетний контракт.

## Карьера в сборной
За сборную до 16 лет дебютировал 21 августа 2019 года в товарищеском матче против сборной России, выйдя в стартовом составе. Единственный вызов в сборную до 18 лет получил в 2022 году; единственный раз в заявку попал 3 июня на товарищескую игру со сборной Румынии.

## Стиль игры
Многофункциональный игрок атаки, способный сыграть как на острие, так и на обоих флангах.